# Emile Berliner
Emile Berliner   (Hannover, 20 de maig de 1851 - Washington DC, 3 d'agost de 1929) va ser un inventor germanoestatunidenc del transmissor telefònic, del gramòfon, dels discos de vinil i precursor del micròfon. Va fundar la United States Gramophone Company el 1894; The Gramophone Company a Londres, Anglaterra, el 1897; Deutsche Grammophon a Hannover, Alemanya, el 1898; i la Berliner Gram-o-phone Company of Canada a Montreal el 1899 (nolegada el 1904). Berliner també va inventar el que probablement va ser el primer motor d'avió radial (1908), un helicòpter (1919) i rajoles acústiques (dècada del 1920). També va dedicar gran part de la seva fortuna a ajudar a reduir la mortalitat infantil.

## Biografia

### Primers anys
Berliner va néixer a Hannover, Alemanya, el 1851 en una família de comerciants jueus. Encara que jueu, finalment es va convertir en agnòstic. Va fer un aprenentatge per fer-se comerciant, com era tradició familiar. Tot i que la seva veritable afició era la invenció, va treballar com a comptable per arribar a fins de mes. Per evitar ser cridat a la guerra francoprussiana, va emigrar als Estats Units d'Amèrica l'any 1870 amb un amic del seu pare, a la botiga del qual treballava a Washington DC.
Es va traslladar a Nova York i, vivint de temporal. treballant una ruta de paper i netejant ampolles, va estudiar física a la nit al Cooper Union Institute. i a on va adquirir l'interès per l'electricitat i el so.

### Carrera
El 1876, va assistir a Filadèlfia a una gran exhibició d'invents i descobriments científics, incloent-hi el primer telèfon d'Alexander Graham Bell, que va fascinar Berliner. Va començar, llavors, a investigar com millorar-lo en la seva llar a Washington, fins que va arribar a crear un bon emissor per a enviar missatges sense importar la distància. En termes simples, va inventar un micròfon.
Berliner es va traslladar a Boston el 1877, on es va convertir en ciutadà dels Estats Units quatre anys més tard. Va treballar per Bell Telephone fins al 1883, quan va tornar a Washington i es va establir com a investigador privat.
El setembre del 1877, l'empresa Bell Telephone de Boston va comprar a Berliner el seu invent i el va contractar per a desenvolupar-hi altres millores, fins que el 1883 va deixar la companyia i va tornar a Washington per treballar en el seu laboratori. Allà va inventar el gramòfon el 1887, que va permetre la gravació i reproducció de sons en els discos, un suport pla que permetia la producció en sèrie i, a més, proporcionava una fidelitat sonora considerable.
Ambdós utilitzen la gravació mecànica (un dels tres sistemes analògics de gravació), però és l'única cosa que tenen en comú. El fonògraf utilitzava cilindres, com les caixes de música; en canvi, el gramòfon utilitzava discos, no els discos de vinil que a tots ens venen al cap, però similars.
Thomas Edison va patentar el fonògraf el 1877, Berliner el gramòfon quasi una dècada més tard. El 1899, Berliner llançà el primer gramòfon o "tocadiscs", un aparell consistent en un plat que girava gràcies a un mecanisme de corda que calia alimentar manualment, sobre el qual es col·locava el disc i l'agulla en recollia el so, per amplificar-lo per mitjà d'una gran trompa.
El gramòfon va començar a comercialitzar-se el 1893 per la companyia que Berliner va fundar: "The United States Gramophone Company". Cap al 1899, l'invent d'Emile Berliner estava en mans de tres companyies: The Berliner Gramophone Company (Philadelphia), que fabricava gramòfons i discos; The Seaman National Gramophone (New York), que en portava la comercialització i United States Gramophone Company (Washington), que en tenia les patents.
A principis del 1900, la segona de les companyies mencionades va negociar un acord amb l'American Gramophone and Columbia Phonograph per fabricar el zonògraf, un aparell similar. Beliner va considerar-ho una traïció a l'acord d'exclusivitat que tenia. La situació va agreujar-se encara més quan, per mitjà d'un judici comercial, la Seaman National Gramophone va aconseguir que es prohibís a la companyia de Berliner vendre el seu invent als Estats Units. Per això, Berliner va traslladar la seva empresa a Mont-real (Canadà), que va passar a anomenar-se "Berliner Gram-O-phone Company".
Després d'un temps treballant en un estable de lliurea, Berliner es va interessar per la nova tecnologia d'àudio del telèfon i el fonògraf. Va inventar un transmissor telefònic millorat, un dels primers tipus de micròfons. La patent va ser adquirida per la Bell Telephone Company (vegeu The Telephone Cases), però impugnada, en una llarga batalla legal, per Thomas Edison. El 27 de febrer de 1901, el Tribunal d'Apel·lacions dels Estats Units declararia nul·la la patent de Berliner i atorgaria a Edison tots els drets sobre la invenció. "Edison va precedir Berliner en la transmissió del discurs", escriuria el tribunal. "L'ús de carboni en un transmissor és, més enllà de la controvèrsia, la invenció d'Edison".
El 16 de juliol del 1900, Berliner va registrar el famós logotip de la seva companyia: un gos escoltant un gramòfon. El 1924, la companyia va ser comprada per Victor Talking Machine, la qual el 1929 va passar a anomenar-se RCA Victor. Emile Berliner va morir el 3 d'agost del 1929, a conseqüència d'un infart al cor.

### Motor rotatiu i helicòpters
Berliner també va desenvolupar un motor rotatiu i una versió de l'helicòpter. Segons un informe de l'1 de juliol de 1909 al The New York Times, un helicòpter construït per Berliner i J. Newton Williams de Derby, Connecticut, va tenir Williams "des de terra en tres ocasions" al laboratori de Berliner al barri de Brightwood de Washington, DC
Entre 1907 i 1926, Berliner va treballar en tecnologies per al vol vertical, inclòs un motor rotatiu lleuger. Berliner va obtenir motors d'automòbil de la Adams Company a Dubuque, Iowa, l'automòbil Adams-Farwell de la qual utilitzava motors rotatius de tres o cinc cilindres refrigerats per aire desenvolupats internament per Fay Oliver Farwell (1859–1935). Berliner, el seu assistent RS Moore i Farwell van desenvolupar un motor rotatiu de 36 CV per utilitzar-lo en helicòpters, una innovació en els motors en línia més pesats que s'utilitzaven.
El 1909, Berliner va fundar la Gyro Motor Company a Washington, DC. Entre els principals de la companyia hi havia Berliner, president; Moore, dissenyador i enginyer; i Joseph Sanders (1877–1944), inventor, enginyer i fabricant. El gerent de l'empresa era Spencer Heath (1876–1963), un enginyer mecànic que estava relacionat amb l'American Propeller Manufacturing Company, un fabricant de mecanismes i productes relacionats amb l'aeronàutica a Baltimore, Maryland. El 1910, Berliner estava experimentant amb l'ús d'un rotor de cua muntat verticalment per contrarestar el parell al seu disseny d'un sol rotor principal, una configuració que va donar lloc a helicòpters pràctics dels anys quaranta. L'edifici utilitzat per a aquestes operacions existeix al 774 Girard Street NW, Washington, DC, on la seva façana principal es troba al carrer Fairmont-Girard. El 16 de juny de 1922, Berliner i el seu fill, Henry, van fer una demostració d'un helicòpter per a l'exèrcit dels Estats Units.
Henry es va desil·lusionar amb els helicòpters el 1925 i la companyia va tancar. El 1926, Henry Berliner va fundar la Berliner Aircraft Company, que es va fusionar per fer-se Berliner-Joyce Aircraft el 1929.

### Altres
Altres invents de Berliner són un nou tipus de teler per a la producció en massa de tela i una rajola acústica.
Berliner, que va patir una crisi nerviosa el 1914, també va advocar per millores en la salut i el sanejament públics. També va defensar la igualtat de les dones i, el 1908, va establir un programa de beques, la Sarah Berliner Research Fellowship, en honor a la seva mare.

## Premis
Berliner va rebre la medalla John Scott de l’Institut Franklin el 1897, la medalla Elliott Cresson el 1913 i la medalla Franklin el 1929.

## Mort
El 3 d'agost de 1929, Berliner va morir d'un atac de cor a casa seva a l’hotel Wardman Park de Washington, DC, als 78 anys. Està enterrat al cementiri Rock Creek de Washington, DC, al costat de la seva dona i un fill, Herbert Samuel Berliner.

## Publicacions

### Llibres

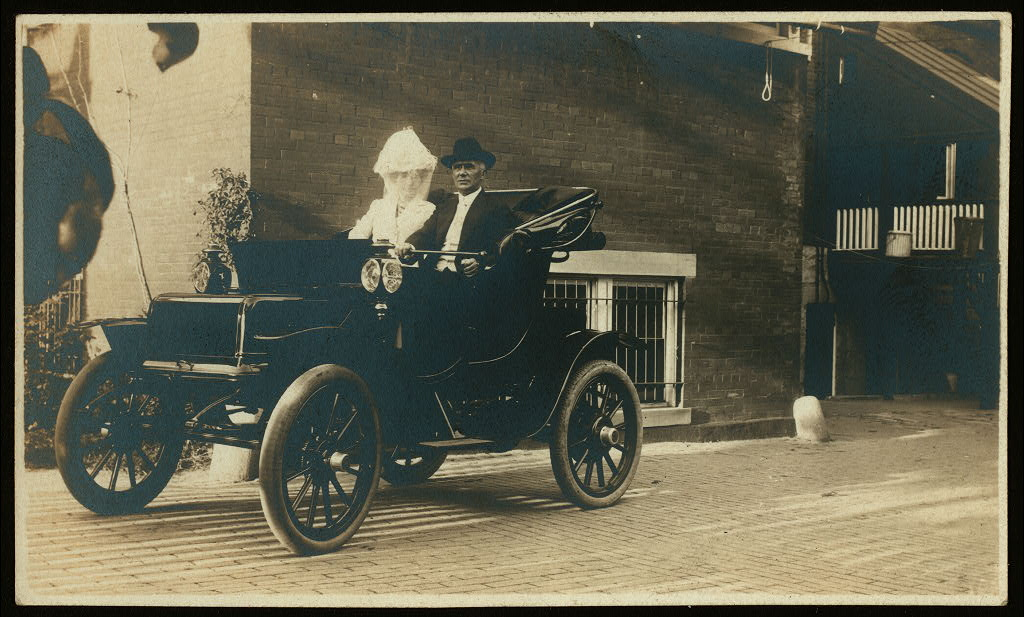
Emile Berliner amb una dona amb vel

- Conclusions, 1899, Levytype Corporation, Philadelphia
- The Milk Question and Mortality Among Children Here and en alemanyy: An Observation, 1904, The Society for Prevention of Sickness
- Some Neglected Essentials in the Fight against Consumption, 1907, The Society for Prevention of Sickness
- A Study Towards the Solution of Industrial Problems in the New Zionist Commonwealth, 1919, N. Peters
- Muddy Jim and other rhymes: 12 illustrated health jingles for children, 1919, Jim Publication Company.

### Patents

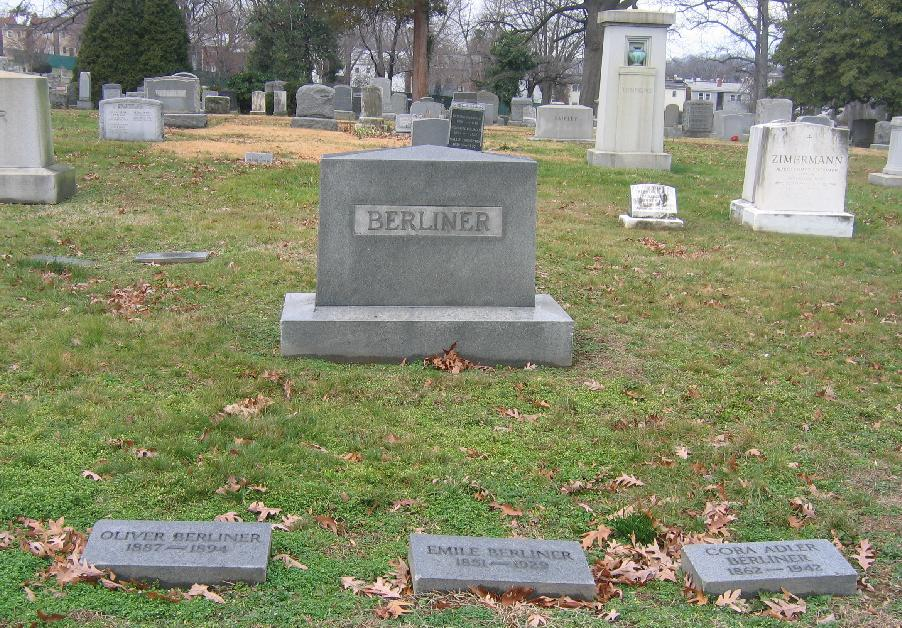
Marcador per a la família Berliner al cementiri de Rock Creek, Washington, DC

Imatges de patent en format de fitxer d'imatge d'etiquetes
- Emile Berliner a l'USPTO (anglès) Telephone (bobines d'inducció), arxivat octubre 1877, editat gener 1878
- Emile Berliner a l'USPTO (anglès) Telephone (micròfon de diafragma de carboni), dipositada l'agost 1879, editat desembre 1879
- Emile Berliner a l'USPTO (anglès) Microphone (vareta de carboni solta), dipositada setembre 1879, editat febrer 1880
- Emile Berliner a l'USPTO (anglès) Microphone (vareta de carboni de molla), dipositada Nov 1879, Editat març de 1880
- UK Patent 15232 arxiu 8 de novembre de 1887
- Emile Berliner a l'USPTO (anglès) Gramophone (horizontal recording), arxiu original Maig 1887, rearxivat setembre 1887, editat 8 de novembre de 1887
- Emile Berliner a l'USPTO (anglès) Process of Producing Records of Sound (gravat sobre una fina capa de cera sobre una superfície de metall o vidre, posteriorment gravat químicament), arxivat març 1888, editat maig 1888
- U.S. Patent 463.569 Combined Telegraph and Telephone (micròfon), presentat juny de 1877, editat novembre de 1891
- Emile Berliner a l'USPTO (anglès) Sound Record and Method of Making Same (còpies duplicades de discos plans de zinc per electroplating), arxivat març 1893, editat octubre 1895
- Emile Berliner a l'USPTO (anglès) Gramophone (gravat a la part inferior d'un disc pla i transparent), arxivat 7 de novembre de 1887, editat juliol 1896